# Висенте-Герреро (Табаско)
Висенте-Герреро (исп. Vicente Guerrero) — небольшой город в Мексике, в штате Табаско, входит в состав муниципалитета Сентла. Численность населения, по данным переписи 2020 года, составила 9354 человека.

## Общие сведения
Название Vicente Guerrero дано в честь национального героя, борца за независимость Мексики, президента Висенте Герреро.
Поселение было основано в 1841 году как ранчо Санта-Анита на берегу озера Санта-Ана.
В 1909 году название поселения изменилось на Итурбиде, а 5 сентября 1927 года на Висенте-Герреро и получило статус посёлка, а в 1972 году статус вильи.
Висенте-Герреро расположен на берегу озера Санта-Ана, в 30 км к юго-западу от муниципального центра, города Фронтеры, и в 50 км севернее столицы штата, города Вильяэрмосы. Основными видами деятельности являются животноводство, сельское хозяйство, выращивание фруктов и рыболовство.

## Население
| Год  | Численность | Численность |
| ---- | ----------- | ----------- |
| 2000 | 6980        | [ 7 ]       |
| 2005 | 7554        | [ 8 ]       |
| 2010 | 8188        | [ 9 ]       |
| 2020 | 9354        | [ 10 ]      |